# Simići
Simići (cyr. Симићи) – wieś w Bośni i Hercegowinie, w Republice Serbskiej, w gminie Vlasenica. W 2013 roku liczyła 169 mieszkańców.